# Hystricia humeralis
Hystricia humeralis là một loài ruồi trong họ Tachinidae.